# XM148附加型榴彈發射器
XM148是一款由美国武器製造商柯特製造公司根據CGL-4（英語：Colt Grenade Launcher-4，意為：4型柯爾特榴彈發射器）於越南战争時期所設計和少量生產的單發式40毫米附加型榴弹发射器，並且用以進行實戰測試，發射40×46毫米口徑榴彈。

## 歷史及設計特點

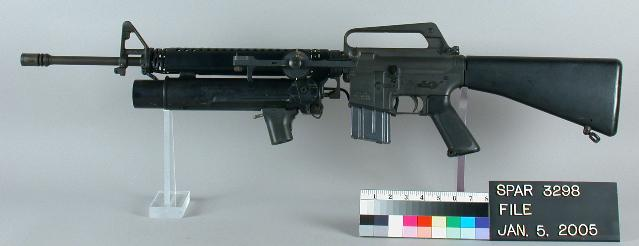
裝在早期型AR-15的XM148下掛式榴弹发射器。

XM148是專為安裝在M16突击步枪槍管的外掛榴弹发射器，其目的是取代M79，因為裝備了M79的發射手只能依靠半自動手槍（M1911A1手枪）作為其自衛用途武器（佩槍）。但XM148後來被AAI公司的類似概念設計的M203所擊敗而落選，而後者直至被M320榴彈發射器所取代以前仍然是美军目前最主要採用的榴彈發射器。
XM148最初用於M16系列步枪上，後來也被美國著名的特種部隊海豹部隊（下掛於XM177E2）以及澳大利亞SASR（下掛於經過改裝的L1A1和L2A1）所使用，並被暱稱為「母狗」（The bitch）。
XM148的槍管是滑動式設計，裝填時先把槍管向前滑動，然後從槍管的後膛裝上一發40×46毫米低速榴彈，最後把槍管向後滑動閉鎖。它裝有一個原型版本的象限測距瞄準具，雖然不容易維護、精度差劣、不夠堅固和容易損壞，但後來綠經改進以後亦被M203所使用。它不同於其他榴弹发射器，它採用了外置式設計的扳機和拉機柄，一條很大的外露扳機拉杆設置於XM148的右邊，使得發射手的右手手指能夠方便地從下掛的步槍的扳機轉移到XM148的扳機而且不會被中央的步槍子彈彈匣所擋住或手離步槍的握把之下發射榴彈（日後有著相同設計思想的還有FN EGLM的FN SCAR下掛型）。
但這個外置式扳機同時也出現了一個很大的問題，因為任何超過6至11英鎊外露扳機扣力的東西（例如樹枝、衣服）都會導致XM148出現誤射，外露的扳機亦很容易會被拉斷，而且扳機行程並會因扳機扣力而變得過長。
而XM148的另一項問題是，設計相比起M203而言實在是過於複雜。這不但難以分解，而且在野外進行清潔時有許多的小部件很容易從武器上丟失。M203在分解後僅僅分為機匣組件、槍管組件、護木組件和象限測距瞄準具（象限測距瞄準具已經是最小的組件）。而XM148分解後卻分為槍管、手槍握把、機匣、護木、象限測距瞄準具、數根小針和夾。這些問題導致美國軍方最終採用了M203而不是XM148，儘管美國空軍也保留了一定數量的XM148。事實上，直至1987年，美國空軍安全部隊大多數仍在使用XM148搭配少量M203訓練。一些安全警察單位仍讓一部份XM148保存在自己的軍火庫，直到1990年代。
柯爾特XM148榴彈發射器是由柯爾特的設計項目工程師、槍械設計師卡爾·R·路易斯 （页面存档备份，存于）所研發。

## 使用國
- 泰國
- 美国
- 越南

## 流行文化

### 电子游戏
- 2004年—：命名為「XM148」，只有1發榴彈，下掛於CAR-15並且由美國援越司令部研究及觀察組（英语：Military Assistance Command, Vietnam – Studies and Observations Group）和第5空降特種部隊群突擊兵所使用。